# Пентман, Израиль Соломонович
Изра́иль Соломо́нович Пе́нтман (9 мая 1888, Омск—29 января 1939, Новосибирск) — советский патофизиолог, патологоанатом, гистолог. Основатель кафедры гистологии и эмбриологии, кафедры патологической физиологии, кафедры патологической анатомии Омского медицинского института, кафедры нормальной физиологии, кафедры патологической физиологии Новосибирского медицинского института.

## Биография
Родился 9 мая 1888 года[по какому календарю?] в Омске в семье ремесленника, занимавшегося торговлей.
После получения начального образования с 1900 по 1903 год посещал первые классы среднего учебного заведения. В 1903 году родители переехали в Базель (Швейцария), где он в 1904 году поступил в реальное училище. В 1908 году стал студентом медицинского факультета Базельского университета. Будучи студентом, работал субассистентом кафедры патологической анатомии (1911) и субассистентом при акушерско-гинекологической клинике (1911—1912). Окончив университет со званием врача Швейцарской Федерации, работал два года ассистентом кафедры патологической анатомии в Базеле, где написал диссертацию и был удостоен звания доктора медицины Базельского университета за работу «Zur lehre der Splenomegalie», опубликованной в немецком журнале Frankfurter Zeitschrift für Pathologie.
В марте 1915 года вернулся в Россию, сдал экзамен в Томском университете на звание лекаря и осенью 1915 года был призван в действующую армию. До конца 1917 года служил в качестве младшего врача 6-го Либавского пехотного полка, затем назначен ординатором Омского военного госпиталя.

### Омский медицинский институт (1923—1932)
В Омске принимал участие в работе Омского медицинского общества (ОМО) и в 1921 году вошёл в состав его правления. Принимал активное участие в создании Западно-Сибирского медицинского института (с 1924 года — Омский медицинский институт), где в 1923 году создал и возглавил кафедру гистологии.
Одновременно, с 1923 года в течение 10 лет он руководил кафедрой патологической физиологии, называвшейся до 1925 года кафедрой общей патологии; с 1925 года — профессор. Под руководством Пентмана было начато планомерное изучение возрастных изменений щитовидной железы в Омской области, организованы экспедиции на Алтай, в Горную Шорию. Собранный материал послужил основой для разработки системы йодной профилактики эндемического зоба. Другим направлением научных исследований профессора И. С. Пентмана и сотрудников кафедры патофизиологии явились актуальные проблемы систем крови. Ассистенты П. Д. Горизонтов (впоследствии — академик АМН СССР) и И. Б. Мажбич (впоследствии — профессор, зав. кафедрой патофизиологии Омского государственного медицинского института) при участии студентов проводили массовое обследование казахского населения Омской области на распределение среди него групп крови (АВ0) и на пораженность гельминтами.
С образованием кафедры патологической анатомии он оставил заведование кафедрой гистологии и до 1928 года, по совместительству возглавлял новую кафедру. За этот период были сформированы учебные планы преподавания патологической анатомии. Учебников для студентов в то время фактически не было, и поэтому всю сумму знаний по курсу патологической анатомии можно было получить только на лекциях профессора.
15 февраля 1923 года конный экипаж Пентмана столкнулся со встречным экипажем, причем оглоблей был нанесен сильный удар в правую сторону лица; профессор без сознания был доставлен в лечебницу к доктору Фогелю. Летом 1923 года И. С. Пентман был командирован в Германию, в том числе и для лечения последствий травмы: в Берлине он был успешно прооперирован по поводу последствий воспаления слезного мешка.

### Новосибирский медицинский институт (1932—1938)
В 1932 году приказом Наркомата здравоохранения РСФСР И. С. Пентман был переведён в Новосибирск для организации кафедры патологической физиологии Института усовершенствования врачей.
Кроме заведования кафедрой патофизиологии Новосибирского института усовершенствования врачей, с 1936 года он заведовал кафедрой патофизиологии открывшегося Новосибирского медицинского института. Среди его учеников были Н. Х. Толмачев и И. Н. Несын, впоследствии возглавлявшие кафедру.
Одновременно с заведованием кафедры патофизиологии, с августа 1937 года и вплоть до ареста Петман временно исполнял обязанности заведующего кафедрой нормальной физиологии.
В 1938 году был арестован органами НКВД.

...Патофизиолог, профессор, милейший и культурный человек Пентман, когда то работавший у Негели в Германии, был арестован; его обвиняли в том, что он (еврей) — гитлеровский шпион и «готовил чуму в Сибири»; Пентман погиб. Доктор С. С. Кушелевский был также посажен; этот толстяк ничего не подписывал, претерпел все муки и был отпущен тощий, как жердь.— А. Л. Мясников, Е. И. Чазов. Я лечил Сталина. — Москва: Эксмо, 2011. — ISBN 978-5-699-48731-8.
29 января 1939 года приговорен к высшей мере наказания — расстрелу.
Реабилитирован Пленумом Верховного Суда 11 декабря 1957 года.